# Besso
Pour les articles homonymes, voir Besso (homonymie).
Le Besso, culminant à 3 668 m, est un sommet des Alpes suisses, dans le canton du Valais, en bordure du val d'Anniviers.
Une croix en métal a été érigée à son sommet.

## Toponymie
Le sommet du Besso est divisé en deux pics jumeaux (sommet principal à 3 668 m et sommet nord à 3 659 m), ce qui lui a donné son nom. Besso signifie en effet « jumeau » dans le dialecte du val d'Anniviers, racine que l'on retrouve entre autres en provençal avec bessoun.

## Géographie

### Situation

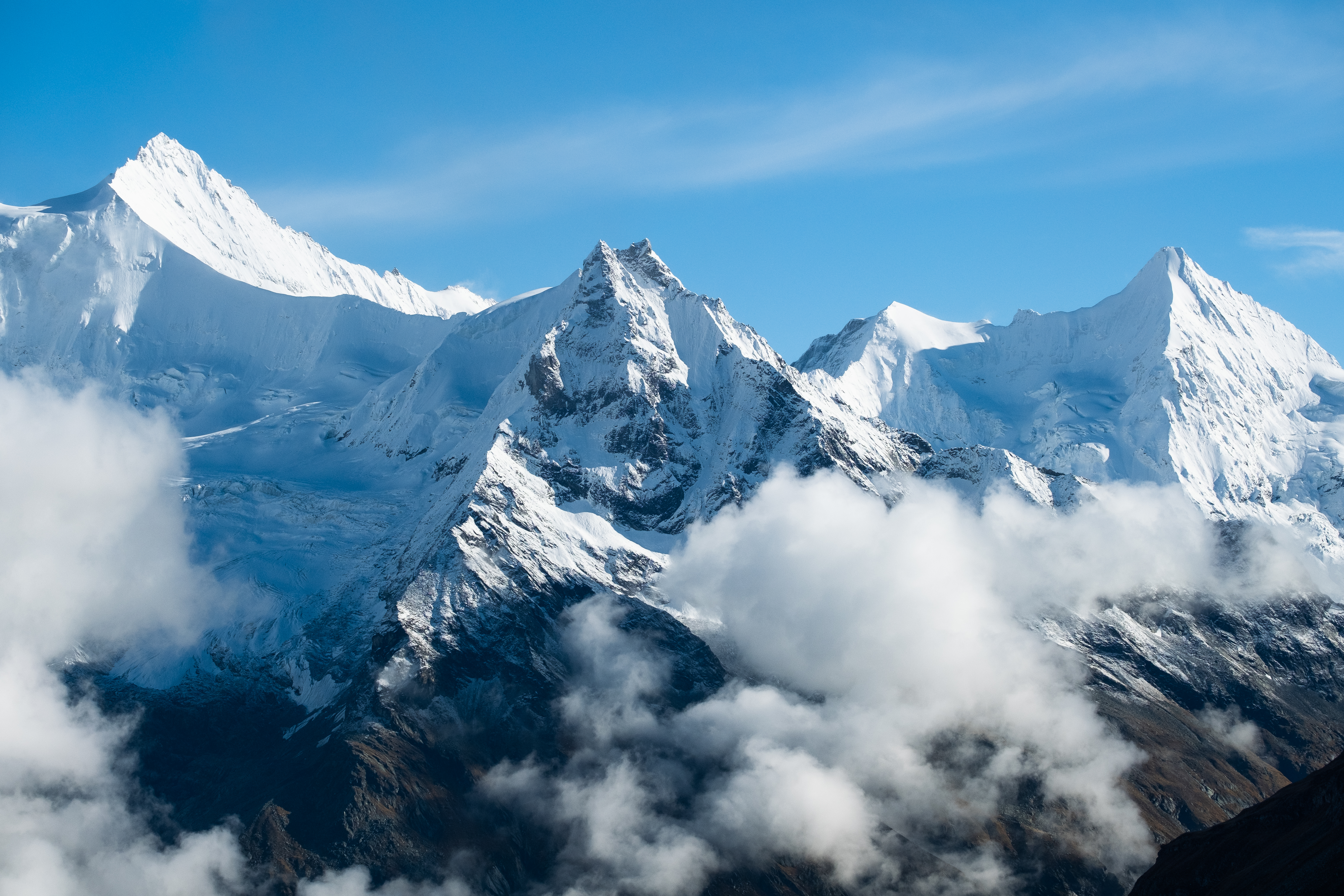
Le Zinalrothorn, le Besso et l'Ober Gabelhorn vus de la Corne de Sorebois.

Le Besso se trouve à l'ouest du Zinalrothorn. Au fond du val d'Anniviers, il se détache par ses roches sombres de la blancheur des hauts sommets environnants de la « couronne impériale » autour de Zinal constituée du nord au sud du Weisshorn (4 506 m), du Zinalrothorn (4 222 m), de l'Ober Gabelhorn (4 064 m), de la dent Blanche (4 358 m) et du Bishorn (4 151 m),.

### Géologie
Comme les autres grands sommets du val d'Anniviers (Grand Cornier, dent Blanche, Zinalrothorn, Weisshorn, Bishorn, les Diablons, etc.), le Besso est constitué de gneiss d'Arolla ayant l'aspect d'un granite plus ou moins schisteux de couleur vert tendre.

## Premières ascensions
- Vers 1862 : première ascension par le versant sud et l'arête sud-est (chemin des Dames) par les guides Jean-Baptiste Epinay et Joseph Vianin qui y auraient planté la croix au sommet.
- 1er août 1887 : première ascension du versant est par R.G. Tatton avec Joseph Monnet et Joachim Peters[6].
- 18 août 1923 : première ascension de l'arête nord-nord-ouest par Walter de Rougemont[6].
- 27 août 1926 : première descente du contrefort ouest-nord-ouest par Maud Cairney, Cyprien Theytaz et Théophile Theytaz de Zinal[6].
- 15-16 août 1989 : nouvelle voie en face nord-nord-ouest par Stéphane Albasini et Christian Portmann[7].

## Alpinisme
Au sud du Besso, la cabane du Grand Mountet du Club alpin suisse, à une altitude de 2 886 m, est le point de départ de l'ascension de la voie classique qui suit l'arête sud-ouest.